# Ariane (Thomas Corneille)
Pour les articles homonymes, voir Ariane.
Ariane est une tragédie en cinq actes et en vers de Thomas Corneille, représentée pour la première fois au théâtre de l'Hôtel de Bourgogne le 26 février 1672.
L'œuvre est basée sur le personnage d'Ariane de la mythologie grecque. Elle traite de la rivalité entre Phèdre et sa sœur aînée Ariane pour l'amour de Thésée.

## Personnages
- Œnarus, roi de Naxe
- Thésée, fils d'Ægée roi d'Athènes
- Pirithoüs, fils d'Ixion roi des Lapithes
- Ariane, fille de Minos roi de Crète
- Phèdre, sœur d'Ariane
- Nérine, confidente d'Ariane
- Arcas, Naxien, confident d'Œnarus